# Yèvre-le-Châtel

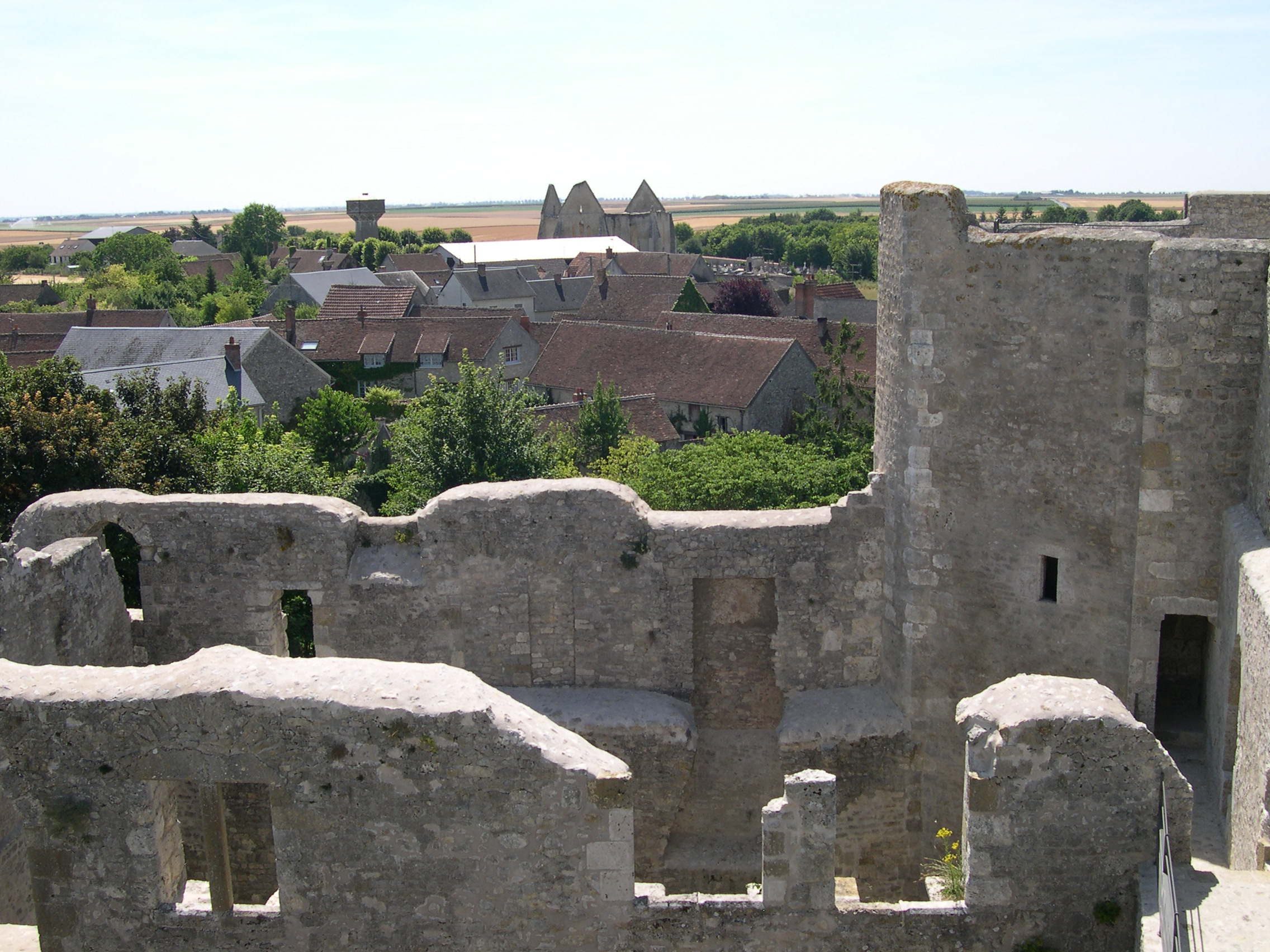
Tejados de Yèvre-le-Châtel vistos desde el castillo.

Yèvre-le-Châtel es una antigua comuna francesa (Código INSEE: 45349) del departamento del Loiret en la región del Centro. Actualmente está integrada en la comuna de Yèvre-la-Ville.
Desde 2002 esta comuna, de cuyo patrimonio sobresale especialmente el castillo fortaleza y las iglesias de Saint-Gault y Saint-Lubin, está inscrita en la lista de les plus beaux villages de France.